# 马蒂·哈格曼
马蒂·哈格曼（瑞典語：Matti Hagman，1955年9月21日—2016年10月11日），芬兰男子冰球运动员，场上位置是前锋。他曾代表芬兰国家队参加1976年冬季奥林匹克运动会冰球比赛，获得第4名。